# Cylindromyia tricolor
Cylindromyia tricolor är en tvåvingeart som beskrevs av Malloch 1930. Cylindromyia tricolor ingår i släktet Cylindromyia och familjen parasitflugor. Inga underarter finns listade i Catalogue of Life.